# Stimme der Frau
Die Stimme der Frau war eine Zeitschrift der kommunistischen Frauenbewegung in Österreich. Sie war die älteste Frauenzeitschrift Österreichs. Sie erschien im Globus-Verlag.
Die erste Ausgabe erschien am 27. Oktober 1945 in einer Auflage von 50.000 Exemplaren. Erste Chefredakteurin war die frühere Spanienkämpferin Renée Dürmayer. Zuletzt übte Bärbel Mende-Danneberg diese Funktion aus.  Das Medium behandelte die Themen Frieden und vor allem Frauenrechte und gab praktische Hilfe und Beratung für alltägliche Fragestellungen wie Kochen, Nähen, Mode, Erziehung, Lesestoff usw. Die letzte Ausgabe erschien im März 1993. Die KPÖ, der einzige Geldgeber, hatte die Subventionierung eingestellt. Im November 1993 wurde die Zeitschrift Forum für feministische GangArten als Nachfolgeprojekt der Stimme der Frau gegründet.